# Madrassa Bou Inania (Fes)
De Madrassa Bou Inania (Arabisch: المدرسة أبو عنانية بفاس - al-madrasa ʾAbū ʿInānīya bi-Fās) is een religieuze school in de Marokkaanse stad Fez. Het is in opdracht van sultan Abu Inan Faris gebouwd tussen 1351 en 1356 en daarmee een uitstekend voorbeeld van Merinidische architectuur.
De naam Bou Inania (Bū ‘Ināniya) is afkomstig van het eerste deel van de naam van sultan Abou Inan Faris. De madrassa had zowel de functie als onderwijsinstituut en gemeenschappelijke moskee.
Dit is de enige madrassa in Fez met een minaret. Tegenover de belangrijkste deuropening van de madrassa is de ingang naar de dar al-wuḍūʾ (ruimte voor rituele wassingen). Deze ruimte wordt gebruikt voor het wassen van ledematen en gezicht voor de gebeden. Zowel links als rechts van de centrale hof bevinden zich klaslokalen.